# الف (مجموعه‌داستان)
الف (اسپانیایی: El Aleph‎) نام مجموعه داستانی نوشته خورخه لوئیس بورخس نویسنده و شاعر آرژانتینی است. بیشتر داستان‌های کتاب در قالب خیال‌پردازی نوشته شده‌اند و مفاهیمی چون جاودانگی و هویت مضمون اصلی آنها است. این کتاب در سال ۱۹۴۹ در بوئنوس آیرس منتشر شد، بورخس در سال ۱۹۵۲ تعداد ۴ داستان جدید را به این مجموعه اضافه کرد.

الف به زبان فارسی نیز ترجمه و منتشر شده‌است.